# CC-2037 (Redstone)
Le CC-2037 est un missile Redstone type Block II, de la famille Redstone. Son objectif était d'évaluer le type Block II du missile Redstone. Il décolle à 22h44 EST, le 5 octobre 1960 au Launch Complex 56 de Cap Canaveral. Lors du vol, des vibrations sont détectées, et le missile finit par se disloquer. Initialement, le missile devait atteindre son point d'impact à 322 km de là où il a été tiré.

## Paramètres

### Cible
La cible (point d'impact prévu) a été calculée à 173,869 milles nautiques (322,005 km) du site de lancement sur un azimut de 111,702 degrés par rapport au vrai nord. La cible se trouve aux coordonnées 27° 19′ 55,196″ N, 77° 32′ 59,993″ O.

## Déroulement

### Préparatif et report
Le missile Redstone CC-2037 est arrivé par avion à la base aérienne de Patrick le 2 septembre 1960 et a été livré à la Direction des opérations de lancement, zone de vérification du hangar D, le 3 septembre 1960. Des travaux de pré-montage ont été effectués. Le 15 septembre 1960, le missile a été transféré au complexe 56, aire de lancement 6, et érigé. Le lancement prévu le 29 septembre 1960 a été reporté au 4 octobre 1960 en raison du temps perdu à cause de l'ouragan Donna. L'essai en vol simulé est effectué le 3 octobre 1960. La date de lancement du 4 octobre 1960 a été annulée en raison d'un problème de câble de descente. 

### Décollage
Le missile a été reprogrammé pour le tir et a été tiré à 22 h 44 HNE le 5 octobre 1960. L'extinction du moteur a eu lieu à T+117,97 secondes (prévu à T+119,311 secondes), suivit de la séparation à T+133,3 secondes (prévue à 133,18 secondes)Tout se déroula normalement.
L'évaluation des enregistrements après le vol révèle cependant que le signal du télémètre a été perdu avant l'impact, ce qui indique une rupture probable du missile. À partir de 50 000 pieds, de fortes vibrations sont observées sur les 4 aubes. Après la perte précédente des mesures de vibrations et à une altitude d'environ 12,000 pieds (lecture de l'altimètre radar), l'ailette 2 sort et provoque un roulis de plus de 300 degrés par seconde du missile. Le système de contrôle tente de corriger mais l'aube 2 ne répond pas aux signaux de contrôle. Le mouvement de roulis provoque la fermeture de l'interrupteur de fin de course, ce qui met à zéro les aubes 1, 3 et 4. De nouveau, l'aube 2 ne suit pas les signaux. Lorsque le stabilisateur perd son cadre de référence, le contrôle est complètement perdu. À environ 5 000 pieds d'altitude, le missile semble se disloquer.

### Ouvrages
Cet article contient du texte dont le contenu se trouve dans le domaine public.
- (en) ABMA, Firing Test Report Redstone Missile CC-2037, 20 octobre 1960, 21 p. (lire en ligne)